# Montserrat Aguer i Teixidor
Montserrat Aguer i Teixidor (Figueres, Alt Empordà, 5 de novembre de 1963), coneguda habitualment com a Montse Aguer, és una experta en la figura de Salvador Dalí, filòloga de formació.

## Biografia
Nascuda a Figueres, on resideix, és llicenciada en Filologia Catalana. El 1986, de la mà d'Antoni Pitxot, va conèixer Dalí a Torre Galatea. Directora del Centre d'Estudis Dalinians de la Fundació Gala-Salvador Dalí, va ser comissària general de l'Any Dalí 2004. Ha contribuït amb eficàcia a l'èxit d'un Any internacional que ha permès conèixer els aspectes més destacats de la producció de Dalí, tot revisant-ne àmbits menys coneguts o poc valorats, com la seva valuosa aportació a l'escriptura. Ha comissariat diverses exposicions al nostre país i arreu del món a l'entorn de la figura de Dalí i ha publicat treballs i intervingut en diferents actes públics relacionats amb la vida i la trajectòria del creador empordanès. El 2005 va rebre la Creu de Sant Jordi i el 2012 fou nomenada Patrona del Museu Nacional Centre d'Art Reina Sofia.
El 16 de novembre de 2015, el Patronat de la Fundació Gala-Salvador Dalí va nomenar Montse Aguer nova directora dels museus de la Fundació Gala-Dalí, càrrec en què substituïa l'artista Antoni Pitxot, mort cinc mesos abans, tot mantenint la seva responsabilitat del Centre d'Estudis. En el seu càrrec és responsable del Teatre-Museu de Figueres, de la Casa Dalí de Portlligat i del Castell de Púbol, els tres espais que formen l'anomenat triangle dalinià.